# ボートーン郡
座標: 北緯13度16分43秒 東経101度26分25秒 / 北緯13.27861度 東経101.44028度
ボートーン郡（ボートーンぐん）はタイ中部・チョンブリー県の郡（アムプー）である。

## 名称
ボートーンとは「金の井戸」と言う意味である。

## 歴史
ボートーンは元々パナットニコム郡の郡であった。1978年12月16日、ボートーン分郡（キンアムプー）が設置された。1985年3月16日分郡から郡へ昇格した。

## 地理
市街地はバーンパコン川の支流の形成した平地に位置する。郡の南部や東部は山岳地帯になっている。特に東部の山岳地帯はカオ・アーンルーナイ野生生物保護区として保護されている。郡内の主な河川はルワン川、オーン川、プラセー川である。
交通は南北に国道3425号線が通っており、北にサナームチャイケート方面、南にプルワックデーン郡方面と通じている。また、西に3340号線が延びており、パナットニコム方面と通じている。

## 経済
郡内の主な産業は農業である。主な産物はサトウキビ、タピオカ、パラゴムノキ、アブラヤシ、果物類などである。

## 行政区分
郡は6のタムボンに分かれさらにその下位に46の村（ムーバーン）がある。自治体（テーサバーン）があり以下のようになっている。
- テーサバーンタムボン・ボートーン・・・タムボン・ボートーン、タムボン・ワットスワンの一部

また、郡内には6のタムボン行政体（オンカーンボーリハーンスワンタムボン）がある。
1. タムボン・ボートーン・・・ตำบลบ่อทอง
2. タムボン・ワットスワン・・・ตำบลวัดสุวรรณ
3. タムボン・ボークワーントーン・・・ตำบลบ่อกวางทอง
4. タムボン・タートトーン・・・ตำบลธาตุทอง
5. タムボン・カセートスワン・・・ตำบลเกษตรสุวรรณ
6. タムボン・プルワントーン・・・ตำบลพลวงทอง